# Roberto D'Amico
Roberto D'Amico (Cortina d'Ampezzo, 2 dicembre 1961) è un bobbista italiano.

## Biografia
Atleta ampezzano attivo dalla metà degli anni ottanta alla metà degli anni novanta. Nel 1985 entra a far parte della nazionale italiana di bob, partecipando a due mondiali, due europei, un europeo juniores, venti prove di coppa del mondo, cinque prove di coppa europa e all'olimpiade di Calgary 1988. Nonostante la sua lunghissima carriera sportiva, D'Amico non riesce a conquistare nessun risultato rilevante a livello internazionale, mentre vincerà ben sei volte il titolo di campione d'Italia.